# ناحیه خودگردان چوکوتکا

موقعیت چوکوتکا در روسیه

ناحیه خودگردان چوکوتکا (Чуко́тский автоно́мный о́круг زبان چوکچی: Чукоткакэн автономныкэн округ)، یا چوکوتکا (Чуко́тка)، یک واحد فدرال در روسیه است که در ناحیه فدرالی خاور دور قرار دارد.
جمعیت چوکوتکا بر پایه سرشماری سال ۲۰۱۰ برابر ۵۰٬۵۲۶ نفر و مساحت آن ۷۳۷٬۷۰۰ کیلومتر مربع (۲۸۴٬۸۰۰ مایل مربع) است و در نتیجه با تراکم جمعیتی کمتر از ۰٫۰۷ نفر در هر کیلومتر مربع یکی از کم تراکم‌ترین واحدهای فدرال روسیه به شمار می‌رود.
مرکز اداری آن آنادیر است. چوکوتکا در شمال شرقی‌ترین بخش خاک روسیه واقع شده و بسیار نزدیک به آلاسکا است. چوکوتکا تنها واحد فدرال روسیه است که در نیمکره‌غربی (یعنی پس از نصف‌النهار ۱۸۰ درجه) واقع شده‌است.
دریاچه الگیگیتیگن که مرکز مهمّی برای تحقیقات مرتبط با تغییرات آب‌وهوایی است؛ در این واحد فدرال قرار دارد.

## شبه جزیره چوکچی
شرقی‌ترین بخش‌های ناحیه خودگردان چوکوتکا شبه‌جزیره چوکچی نام گرفته‌است. نزدیک‌ترین آبادی روسیه به خاک آمریکا که یولن نام دارد؛ در این شبه‌جزیره واقع است. آبادی دیگری به نام پرویدنیا و فرودگاه پرویدنیا بای نیز در شبه‌جزیره چوکچی واقع هستند.